# Eutropius (historicus)
Eutropius was een Romeinse geschiedkundige die leefde in de vierde eeuw. Hij schreef een korte geschiedenis van de stichting van de stad Rome tot de dood van keizer Jovianus in 364. Het werk werd betiteld als Breviarium ab urbe condita of Breviarium historiae Romanae.

## Leven
In de opdracht van zijn boek noemt Eutropius zich magister memoriae. Blijkbaar was hij hoofd van het keizerlijke archief. Hij moet een man uit de hogere kringen zijn geweest die onder verschillende keizers diende. Nog in zijn werk schrijft Eutropius dat hij keizer Julianus vergezelde op diens campagne tegen de Parthen. Daarna moet hij zijn teruggekeerd naar het westen, waar hij zijn militaire en bestuurlijke carrière verderzette.  

## Breviarium ab urbe condita
De titel betekent samenvatting van de geschiedenis vanaf de stichting van de stad Rome. Het boek is onderverdeeld in tien boeken. Het is in een heldere stijl geschreven, zodat het als samenvatting veel aftrek vond. De eerste zes boeken behandelen de geschiedenis van het koninkrijk en de republiek in Rome. De geschiedschrijver Livius is hier duidelijk zijn grote voorbeeld. In de boeken daarna wordt het keizerrijk behandeld en is er een duidelijk invloed van de keizerlevens van Suetonius in te vinden. Het is een populair boek geworden, het werd namelijk als schoollectuur gebruikt en werd ook in het Grieks vertaald door Paeanius (rond 380) en Capito Lycius (6e eeuw) (de vertaling van Paeanius is in haar bijna volledige vorm overgeleverd geworden).
Eutropius is een belangrijke bron voor de geschiedenis van de derde (en de vierde) eeuw. Het bijzondere van zijn werk ligt de selectie van het historisch materiaal en zijn uitgesproken oordelen over de karakters van de hoofdpersonen. Hoewel niet onpartijdig, bepaalde hij mee het eeuwenlang gangbare beeld van de Romeinse geschiedenis.

## Edities en vertalingen
- Justin, Cornelius Nepos, and Eutropius. Literally translated, trad. J.S. Watson, Londen, 1886, pp. 401-505. (Engelse vertaling)
- Eutropius, Breviarium Historiae Romanae, ed. F. Ruehl, Leipzig, 1887. (editie op TheLatinLibrary.com, meest gebruikte maar op filologisch vlak niet als beste editie aanzien)
- Eutropius, Breviarium ab urbe condita, ed. H. Droysen, Berlijn, 1878. (over het algemeen als beste (oudere) editie beschouwd werk, dat ook een vertaling van de Griekse vertaling van Eutropius' werk bevat en de uitgebreide edities van Paulus Diaconus en Landolfus)

## Nederlandse vertaling
- Korte geschiedenis van Rome. Een historisch overzicht, vertaald door Vincent Hunink met toelichting door Jona Lendering, 2019, ISBN 9789025310844

- Bibsys: 95001684
- Biblioteca Nacional de España: XX904451
- Bibliothèque nationale de France: cb11995592s (data)
- Catàleg d'autoritats de noms i títols de Catalunya: 981058515578706706
- CiNii: DA0142807X
- Gemeinsame Normdatei: 118682768
- International Standard Name Identifier: 0000 0001 2124 8871
- Library of Congress Control Number: n85083031
- Nationale Bibliotheek van Letland: 000341800
- Nationale Bibliotheek van Tsjechië: jn20000400642
- Nationale bibliotheek van Australië: 35452271
- Nationale Bibliotheek van Israël: 987007260951405171
- Nationale Bibliotheek van Polen: a0000001187579
- Nationale en Universitaire bibliotheek Zagreb: 000118099
- Nederlandse Thesaurus van Auteursnamen: 06982374X
- Réseau des bibliothèques de Suisse occidentale: 02-A000059513
- Istituto Centrale per il Catalogo Unico: MILV108581
- LIBRIS: 185725
- Système universitaire de documentation: 029815584
- Trove: 958007
- Virtual International Authority File: 25396473